# Чимелице
Чимелице (чеш. Čimelice, бывш. нем. Tschimelitz) — муниципалитет на юге Чешской Республики, в Южночешском крае. Входит в состав района Писек.

## География и транспорт
Населённый пункт расположен на транспортной артерии – дороге «I/4» из Страконице и Писека в Прагу. Здесь есть собственная железнодорожная станция (на линии Здице-Противин), магазины, которые процветают благодаря дороге, проходящей прямо через деревню. В окрестностях Чимелице и Кршице находятся большие пруды с названиями: Бисингровский, Жорж, Нерестец, Стейскал, Вальный, Застава. По кадастрам обеих частей протекает река Скалице, которая впадает в Отаву.

## История
Первое письменное упоминание о деревне относится к периоду после 1400 года, но эта местность, видимо, была заселена уже в первобытные времена. В истории Чехии деревня часто ассоциируется с окончанием Второй мировой войны на территории Чехословакии. Предполагается, что в вилле на окраине деревни была подписана капитуляция, которую подписал генерал Карл фон Пюклер-Бургхаус. Однако очевидцы утверждают, что капитуляция была подписана на близлежащей мельнице в деревне Раковице.

## Достопримечательности
Шварценбергский барочный замок замок Чимелице.
Кладбищенская часовня с ампирской гробницей дворянской династии Вратислав из Митровиц находится на кладбище на южной окраине села, у дороги на Писек.

## Население
| Год  | Численность | Численность |
| ---- | ----------- | ----------- |
| 1869 | 1176        | [ 6 ]       |
| 1880 | 1223        | [ 6 ]       |
| 1890 | 1190        | [ 6 ]       |
| 1900 | 1127        | [ 6 ]       |
| 1910 | 1106        | [ 6 ]       |
| 1921 | 1105        | [ 6 ]       |
| 1930 | 1017        | [ 6 ]       |
| 1950 | 936         | [ 6 ]       |
| 1961 | 1018        | [ 6 ]       |
| 1970 | 1017        | [ 6 ]       |
| 1980 | 1033        | [ 6 ]       |
| 1991 | 1074        | [ 6 ]       |
| 2001 | 1045        | [ 6 ]       |
| 2014 | 968         | [ 7 ]       |
| 2016 | 958         | [ 8 ]       |
| 2017 | 964         | [ 9 ]       |
| 2018 | 965         | [ 10 ]      |
| 2019 | 959         | [ 11 ]      |
| 2020 | 966         | [ 12 ]      |
| 2021 | 973         | [ 13 ]      |
| 2022 | 977         | [ 14 ]      |
| 2023 | 1011        | [ 15 ]      |
| 2024 | 1019        | [ 3 ]       |